# Мацуи, Кэн
Кэн Мацуи (яп. 松井謙, род.15 января 2001) — японский борец греко-римского стиля, чемпион мира 2021 года, чемпион мира среди юниоров 2017 года.

## Биография
Родился в 2001 году. Борьбой начал заниматься с детского возраста. Обучаясь в начальной школе становился победителем и призёром многих соревнований по борьбе. С 2016 года выступает на международных соревнованиях. Чемпион мира среди юниоров 2017 года в весовой категории до 50 кг. Бронзовый призёр молодёжного чемпионата мира 2019 года в категории до 55 кг.
На чемпионате мира 2021 года, который проходил в столице Норвегии Осло, в весовой категории до 55 кг завоевал золотую медаль победив в финале борца из России Эмина Сефершаева.